# 月震学

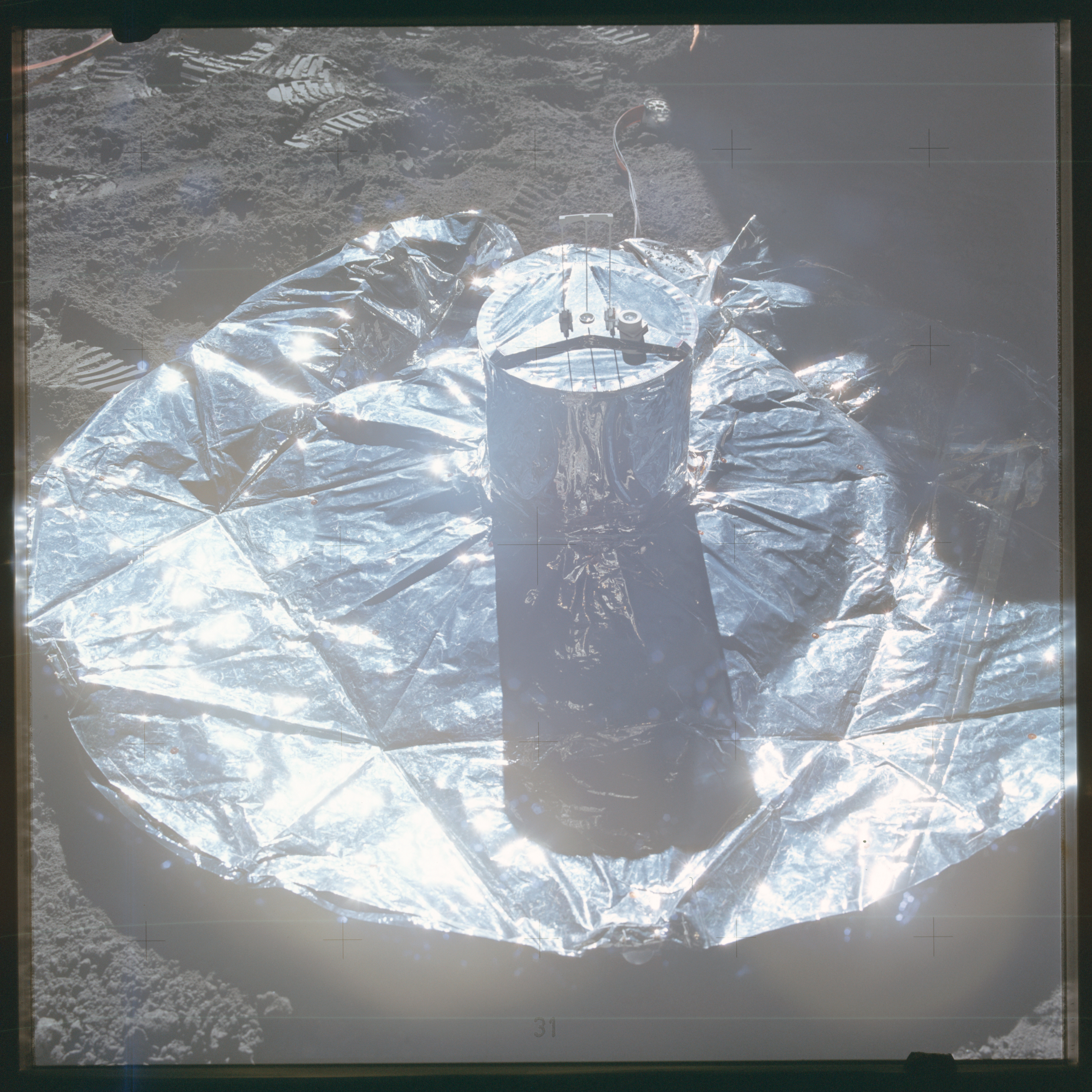
阿波罗地震仪

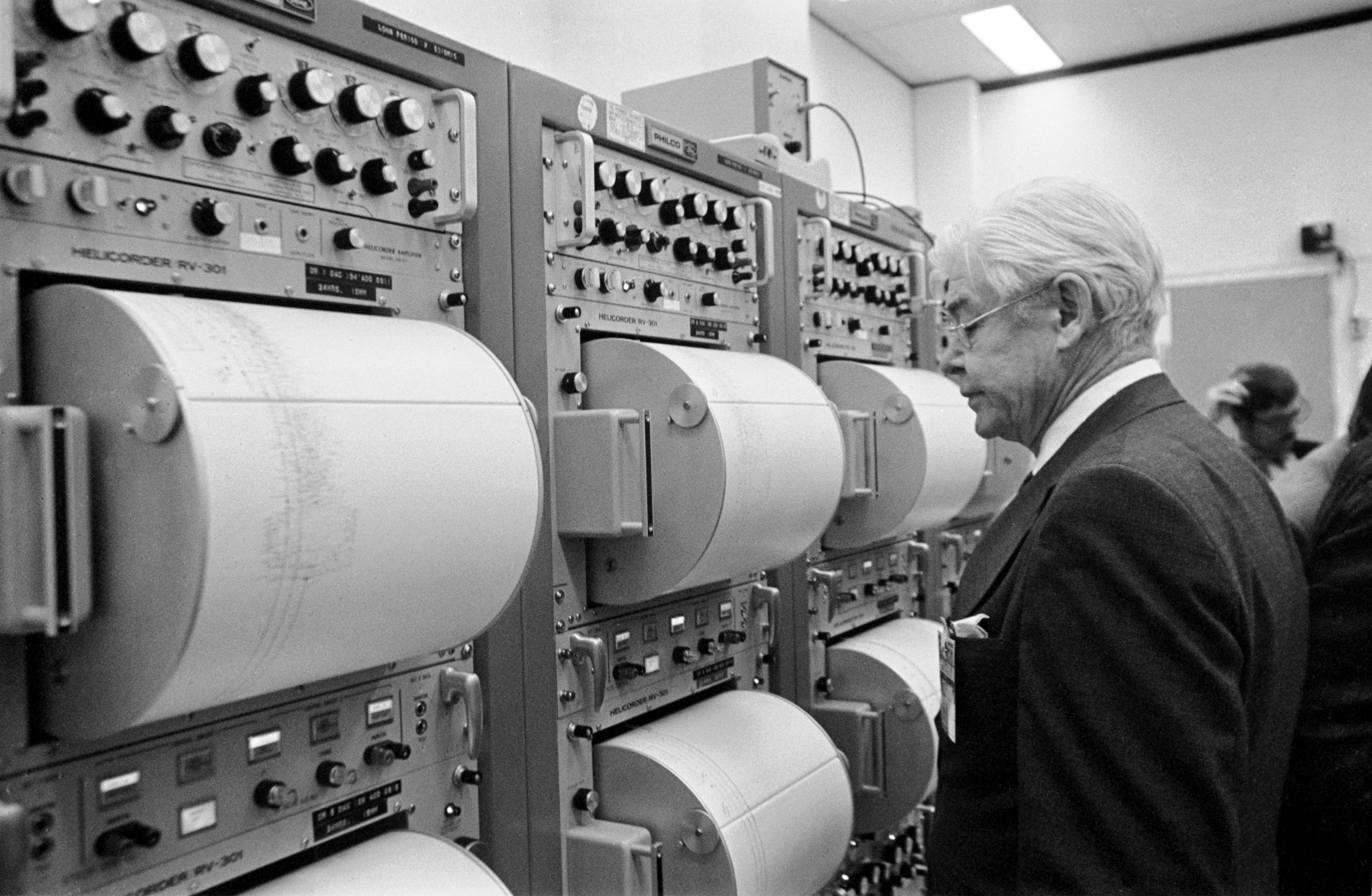
阿波罗17号土星S-IVB撞击月球表面所产生的地震仪读数到达美国国家航空航天局

月震学是研究月球的地面运动以及引发这些运动的事件，通常是小行星撞击或月震。

## 历史
一些地震测量系统已经被安装在月球上，它们的数据也提供给了科学家（例如来自阿波罗月面实验包的数据）
月震学的存在是1969年至1972年阿波罗宇航员在月球上放置的地震仪一个意外发现。阿波罗11号的仪器在登陆当年的8月一直在发挥作用。由阿波罗12号、阿波罗14号、阿波罗15号和阿波罗16号任务放置的仪器在1977年被关闭之前一直在发挥作用。 月震被认为不是由板块构造论运动（如地震）引起的，而是由地球和月球之间的潮汐力引起的。需要进一步的数据来澄清引起月震的事件的来源和影响。

## 主要发现

### 月震
记录了几类月震。记录了数百次深层月震和28次浅层事件。较深的地震是由地球的潮汐力引起的，并倾向于成群地发生。 浅层事件有构造上的渊源。虽然比深层事件更为罕见，但浅层事件的规模更大，地震震级尺度 > 5.5 应力下降超过100兆帕。其他地震活动的来源包括陨石撞击和来自月球模块的人工信号。

### 月球内部的结构
一个关键发现是提高了对月球内部深处结构的认识，包括存在一个坚硬的内核和尖锐的核心-地幔边界以及月球地幔底部的部分熔融层。固体内核的半径约为240 km，周围是一个更薄的液体外芯，厚度约为90 km。部分熔融层位于液体外芯上方，厚度约为150 km。地幔延伸到月球表面45±5公里以内。

## 目前数据局限性
- 巨岩散射月球表面附近材料特性的强烈变化，可能是由长期的撞击坑洞造成的，被认为是造成复杂的地震波形的原因，这种波形缺乏明确的反射到达，而反射到达可以提供月球核心的明确的地震学证据。
- 塞尔登地理分布所有的阿波罗地震仪都放置在月球的近侧。在月球远侧观察到的月震相对较少，这被解释为（1）衰减核心的证据，或者（2）观察上的偏差，因为更接近传感器的固定震级的事件更容易被发现。

## 未来计划
由于阿波罗地震仪的成功，包括NASA在内的一些空间机构已经表示有兴趣资助未来的月球地震任务。美国国家航空航天局的2012-2022年行星科学十年期调查将月球地球物理网络列为推荐的新疆界计画。该任务的任务是使用分布在月球表面的几个相同的着陆器来增强对月球内部的了解。阵列网络将能够更好地限制月球地震，特别是在月球背面。
2018年初，美国宇航局一个名为月球仪器的开发和推进（DALI）的新项目。DALI的目标是为潜在的仪器提供资金，使其达到6级技术就绪水平，这意味着这些仪器最早可以在2023年提出飞行机会，并且不需要大量的技术发展。DALI希望资助那些能够支持科学任务局行星科学部门的仪器，包括所需的月球地球物理网络。建议的截止日期是在2018年春季，截至2018年9月，选定的建议还没有公布。